# Örkelljunga kommun
Örkelljunga kommun er en kommune i Skåne län (Skåne) i Sverige.

## Byer i kommunen
- Örkelljunga (kommunesæde)
- Skånes-Fagerhult
- Åsljunga
- Eket